# 제사소

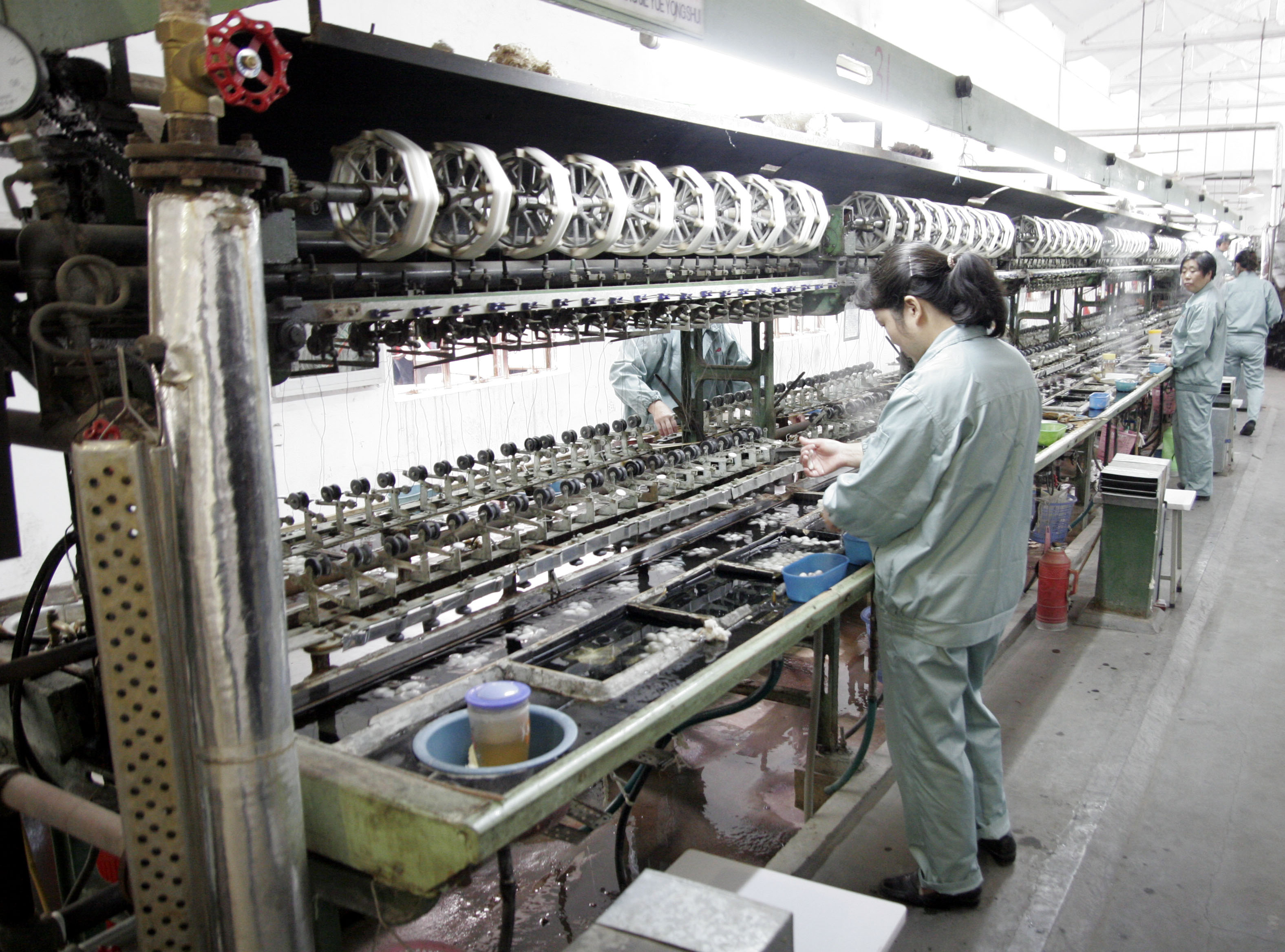

제사소(製絲所, silk mill)는 누에고치에서 명주실을 뽑아내 그것으로 견직물을 만드는 제조소다. 전통적으로 실크 공장은 일본, 영국, 뉴저지, 펜실베니아, 이탈리아 및 스위스에 집중되어 있었다.

## 역사
이탈리아인들은 물레 세트 이상의 것을 갖춘 공장을 최초로 건설한 사람들이었다. 토마스 코체트(Thomas Cotchett)의 공장은 1704년 더비에 지어졌으나 실패했다. 존 롬베(John Lombe)는 산업 스파이 활동의 초기 사례인 1716년 피에몬테의 성공적인 명주실 추출 공장을 방문했다. 그는 이탈리아 명주실 추출 기계(filatoio 및 torcitoio)와 일부 이탈리아 장인에 대한 세부 사항과 함께 필요한 지식을 가지고 더비로 돌아왔다. 그는 공장을 설계했고 그의 이복형인 토마스 롬베(Thomas Lombe, 1685년 출생)와 함께 조지 소로콜드에게 공장을 만들고 새 기계에 장착하도록 지시했다. 롬베 제사소(Lombe's Mill)는 영국 최초의 성공적인 비단 추출 공장이었으며 세계 최초의 완전히 기계화된 공장으로 간주된다.

## 같이 보기
- 제면소